# Transportador-revendedor-retalhista
A atividade de Transportador-Revendedor-Retalhista, ou somente TRR, compreende a aquisição de combustíveis a granel e sua revenda a retalho (varejo) com entrega ao consumidor. O tipo mais comum de combustível vendido é o diesel (gasóleo), além de lubrificantes e graxas e é vedada a comercialização de gás liquefeito de petróleo, gasolina, etanol, biodiesel, combustíveis de aviação e gás natural.

## Regulação
O acesso a atividade é regulado pela Agência Nacional do Petróleo, Gás Natural e Biocombustíveis (ANP) através da sua Resolução Nº 8, de 6 de Março de 2007, e é considerada de utilidade pública, permitindo a agência reguladora a divulgação de diversos dados de comercialização em sua página oficial.

## Dados do Segmento
Abaixo, alguns dados  do segmento:
- 5 bilhões de litros de óleo diesel vendidos anualmente;
- 470 empresas TRR em atividade no Brasil;
- 200 mil clientes atendidos em todo o país;
- 45 milhões de litros de capacidade de armazenamento nos TRR;
- 65 mil empregos diretos e indiretos;
- 6 mil caminhões-tanque.